# Bernard Délicieux
Bernard Délicieux (Montpellier, ca. 1260 - Carcassonne, 1320) was een Franse franciscaner monnik die zich verzette tegen de inquisitie in de Languedoc.

## Biografie

### Vroege leven
Bernard Délicieux werd geboren in een adellijke familie in de stad Montpellier dat indertijd onderdeel was van het koninkrijk Majorca. Op 24-jarige leeftijd trad hij in bij de Franciscanen. Hij verkreeg bij hen waarschijnlijk een opleiding in de theologie en werd later aangesteld als lector voor de kloosters van de orde in Narbonne en Carcassonne. Délicieux was ook een begaafd preker, want zijn preken hadden geregeld effect dat ze zijn toehoorders aanzetten tot actie.

### Onruststoker van de Languedoc
Met zijn opleiding binnen de franciscanen lag het voor de hand dat hij een inquisiteur zou worden, maar in plaats daarvan keerde hij zijn tegen de inquisitie. Volgens hem waren de inquisiteurs bezig onschuldige katholieken te veroordelen en probeerden ze zo de dorpen te vernietigen waar deze onschuldige katholieken woonden. Tussen 1300 en 1303 leidde hij de opstand van de inwoners van Carcassonne tegen de inquisiteurs. Begin 1300 stuurde inquisiteur Nicholas van Abbeville zijn plaatsvervanger naar de stad om enkele verdachte ketters op te pakken die hun toevlucht hadden gezocht in het franciscanerklooster. Délicieux en zijn medebroeders verdedigden hun terrein tegen de inquisiteurs waarop die laatsten moesten vertrekken.
In 1301 arriveerden in Carcassonne de koninklijke ambtenaren Jean de Picquigny en Richard Leneveu om de bestuurlijke misbruiken in het gebied aan te pakken. Zij allieerden zich met Délicieux tegen het bewind van Nicholas van Abbeville. Met hun hulp wist hij een ontmoeting te regelen met koning Filips IV van Frankrijk in Senlis en wist hij de koning ervan te overtuigen dat de dominicaanse inquisiteurs een bedreiging vormden voor de koninklijke autoriteit in het gebied. Eenmaal terug in Carcassonne beklaagde hij zich in zijn preken over de wandaden van de nieuwe inquisiteur Geoffrey d'Ablis. Deze probeerde zich te verweren tegen de aanklachten van Délicieux met een preek in de kerk van de dominicanen in Carcassonne, maar daar werd hij door een menigte aangevallen. Hierop moest de inquisiteur zijn toevlucht zoeken in het bisschoppelijk paleis. Vervolgens werd de Dominicanerkerk kort en klein geslagen door de woedende menigte.

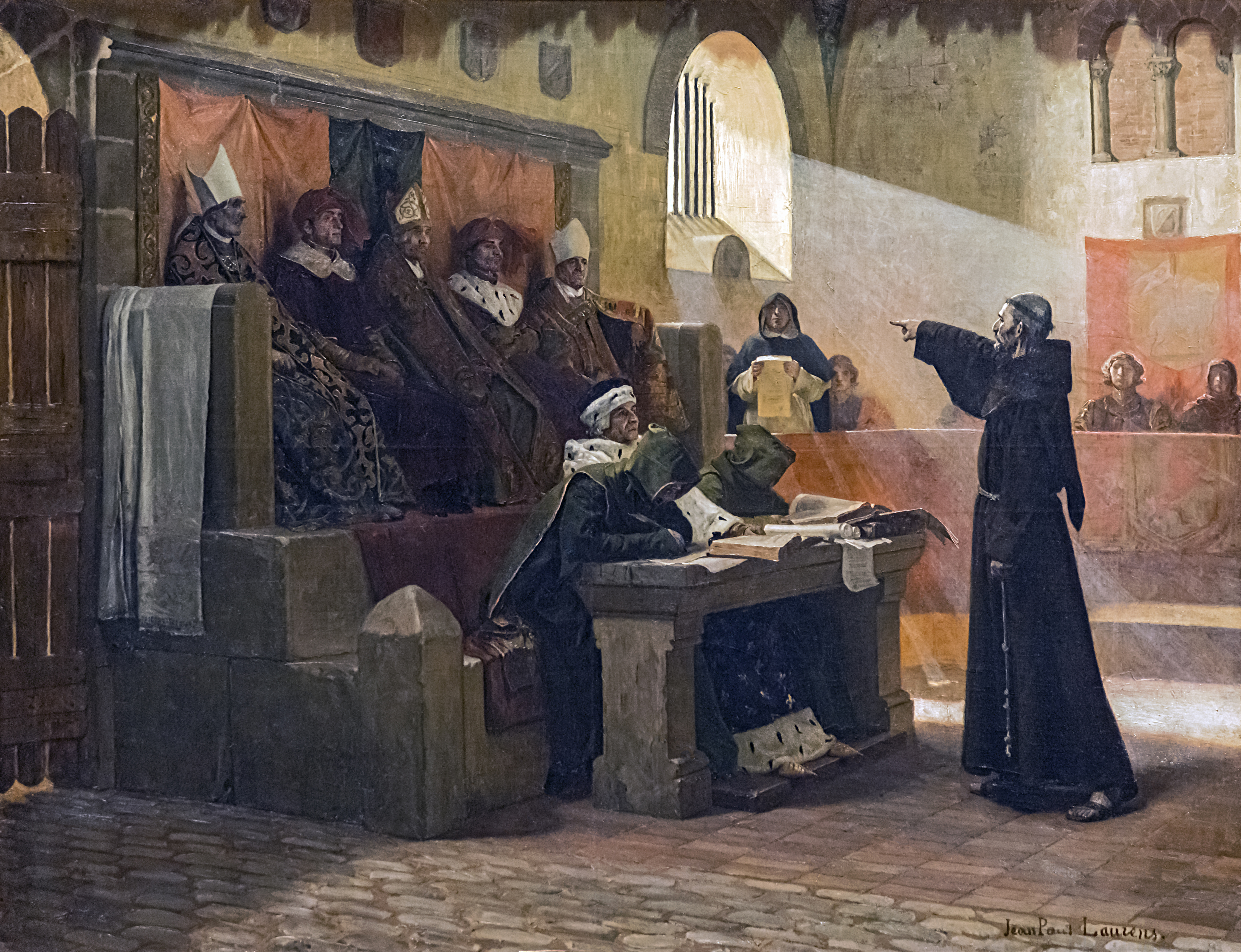
De agitator van de Languedoc, geschilderd door Jean-Paul Laurens.

Na deze succesvolle opstand preekte Délicieux ook in Albi, Castres en Limoux om daar de menigte in opstand te laten komen tegen de inquisitie. Er waren wel eerder kleinschalige opstanden uitgebroken tegen de inquisitie, maar het succes van Délicieux om de koning, zijn vertegenwoordigers en de bevolking te verenigen tegen de inquisitie was nog niet eerder gebeurd. Hij wist alleen de koning tegen zich in het harnas te jagen door te vragen om verdere stappen tegen de inquisitie te nemen. Filips was van mening dat dat toch indruiste tegen de koninklijke belangen. Nu de Franse koning hem niet wilde steunen wendde Délicieux zich in de lente van 1304 tot prins Ferdinand van Majorca zodat deze de Franse macht in de Languedoc zich toe zou eigenen. Deze samenzwering kwam nooit van de grond omdat 55 burgers van Carcassonne en Limoux die dit plan steunden werden opgehangen.

### Arrestatie en veroordeling
Paus Benedictus XI werd in 1303 verkozen tot paus en deze excommuniceerde Délicieux in 1304. Deze excommunicatie vond plaats kort voor de dood van de paus waardoor de franciscaner monnik een eventueel proces kon ontlopen. Door de bescherming die Délicieux kon genieten in de franciscanenkloosters en de bescherming van de bisschoppen van Narbonne en Béziers kon hij lange tijd een proces ontlopen. In mei 1318 werd hij uiteindelijk opgepakt en vervolgens werd hij tussen september en december van dat jaar berecht voor zijn misdaden. De aanklachten tegen Délicieux waren dat hij de inquisitie belemmerde, de koning verraden had en de paus, Benedictus XI, had geprobeerd te vermoorden.
Tijdens zijn proces werd Délicieux ook enkele malen gemarteld. Bij zijn vonnis werd hij vrijgesproken van de moord op Benedictus XI, maar voor de andere beschuldigingen werd hij schuldig bevonden. Hij kreeg een levenslange gevangenisstraf op water en brood opgelegd. Délicieux werd uiteindelijk overgeleverd aan inquisiteur Jean de Beaume die de opdracht kreeg om hem humaan te behandelen vanwege zijn ouderdom en zijn slechte fysieke gesteldheid. Hij stierf al een paar maanden na zijn gevangenschap.